# Беловище (община Гостивар)
 Тази статия е за гостиварското село.  За тетовското вижте Беловище (община Йегуновце).  
Беловище, още Беловища или Големо Турчане (изписване до 1945 Бѣловище/Бѣловища, на македонска литературна норма: Беловиште; на албански: Bellovishti, Беловищи), е село в Северна Македония, в община Гостивар.

## География
Селото е разположено в областта Горни Полог на един километър източно от град Гостивар в югозападното подножие на Сува гора.

## История

### Етимология
Според академик Иван Дуриданов името е от първоначалното *Бѣловишти, патроним на -ишти < -itji от фамилното име Белов, който идва от личното Бело, като съответства на сръбското селищно име Bjelovići в Босна, чешкото Bělovice, полското Bielowice.

### В Османската империя
В началото на XIX век Големо Турчане е смесено село в Гостиварска нахия на Тетовска кааза на Османската империя. В 1866 година е построена главната селска църква „Свети Никола“. Андрей Стоянов, учителствал в Тетово от 1886 до 1894 година, пише за селото:
| „ | С. Долнйо или Голѣмо Турчани – има 1 църква – св. Никола. Въ селскитѣ лозя има развалини на два стари монастири св. Атанасъ и св. Спасъ, при които селянитѣ колятъ курбанъ на лѣтни св. Атанасъ и на Спасовдень. | “ |

Според статистиката на Васил Кънчов („Македония. Етнография и статистика“) в 1900 година в Големо Турчане има 385 жители българи християни и 165 арнаути мохамедани.
Всички християнски жители на Турчани са под върховенството на Цариградската патриаршия. Според патриаршеския митрополит Фирмилиан в 1902 година в Турчане има 55 сръбски патриаршистки къщи. Според секретаря на Българската екзархия Димитър Мишев („La Macédoine et sa Population Chrétienne“) в 1905 година в селото (Tourtchani) има 440 българи патриаршисти сърбомани и в селото работи сръбско училище с един учител и 42 ученици.
При избухването на Балканската война един човек от Турчани (Големо или Мало) е доброволец в Македоно-одринското опълчение.

### В Сърбия, Югославия и Северна Македония
След Междусъюзническата война селото попада в Сърбия. Според Афанасий Селишчев в 1929 година Велико Турчани е център на община в Горноположкия срез и има 107 къщи с 588 жители българи и албанци.
Според преброяването от 2002 година селото има 2267 жители.
| Националност | Всичко |
| македонци    | 832    |
| албанци      | 1418   |
| турци        | 0      |
| роми         | 5      |
| власи        | 0      |
| сърби        | 0      |
| бошняци      | 1      |
| други        | 11     |

## Личности
Родени в Беловище
- Страше Боев Груев, македоно-одрински опълченец, 28-годишен, бозаджия, IV отделение, 1 рота на 2 скопска дружина, носител на орден „За храброст“ IV степен[10]